# Constant Allart
Pour les articles homonymes, voir Allart.
Constant Allart est un homme politique français né le 3 mars 1796 à Tugny (Aisne) et décédé le 13 septembre 1861  à Amiens (Somme).

## Biographie
Notaire à Amiens, lieutenant colonel de la garde nationale, il est député de la Somme de 1848 à 1849, siégeant à droite et de 1852 à 1861, siégeant dans la majorité soutenant le Second Empire. 
Il est maire d'Amiens du 5 décembre 1851-14 juillet 1860. Il fut conseiller général en 1852.